# Wandel durch Handel
Wandel durch Handel, WdH (pol. Zmiana przez handel), również Wandel durch Annäherung (pol. Zmiana przez zbliżenie) – koncepcja polityczna i ekonomiczna w niemieckiej polityce zagranicznej zakładająca prowadzenia intensywnego handlu z reżimami autorytarnymi celem wywołania z czasem zmian politycznych w tych krajach.
Określenie to zostało pierwszy raz użyte przez Egona Bahra w 1963 roku i od lat 70. stanowiła podstawę niemieckiej Ostpolitik za rządów Williego Brandta, osiągając punkt kulminacyjny w latach 1998–2005, kiedy to władzę sprawował kanclerz Gerhard Schröder.
Koncepcja ta została poddana powszechnej krytyce po rosyjskiej inwazji na Ukrainę.